# Saprosecans
Saprosecans es un género de ácaros perteneciente a la familia Halolaelapidae.

## Especies
Saprosecans Karg, 1964
- Saprosecans baloghi Karg, 1964
- Saprosecans bialoviensis Gwiazdowicz, 2001
- Saprosecans lateroplumosa Joerger, 1987